# Bändarn
Bändarn, finska: Päntäri, är en ö i Finland. Den ligger i Finska viken och i kommunen Helsingfors i landskapet Nyland, i den södra delen av landet. Ön ligger omkring 11 kilometer söder om Helsingfors.
Öns area är 3,2 hektar och dess största längd är 400 meter i sydväst-nordöstlig riktning.